# Penne-d'Agenais

Penne-d'Agenais este o comună în departamentul Lot-et-Garonne din sud-vestul Franței. În 2009 avea o populație de 2.431 de locuitori.

## Evoluția populației
| An        | 1975  | 1982  | 1990  | 1999  | 2006  | 2009  |
| --------- | ----- | ----- | ----- | ----- | ----- | ----- |
| Populație | 1.957 | 2.167 | 2.394 | 2.330 | 2.415 | 2.431 |